# Екатерининская богадельня
Екатерининская богадельня — историческое здание в Москве, построенное в XVIII веке. Объект культурного наследия федерального значения. Расположена на Стромынке, дом 20.

## История
В основе здания — корпуса полотняной (парусной) фабрики начала XVIII века. Она была основана в 1696—1698 гг., первоначальные здания были деревянными, каменные корпуса впервые упоминаются в 1719 году. Первоначально построены западный и северный корпуса, стоявшие друг к другу под углом. Позднее, после перевода фабрики в Новгород в 1771 году, корпуса переданы только что учреждённой городской Екатерининской богадельне (в 1775 году). Екатерининский богаделенный дом назывался также Матросским. Первоначально богадельня предназначалась для престарелых матросов-ветеранов, позднее сюда перевели также обитателей Салтыковского инвалидного дома. С постройкой южного и восточного корпуса по проекта архитектора И. А. Селехова в 1787—1790 гг. образовалось замкнутое каре. В конце XVIII века в середине двора возведено небольшое одноэтажное строение, возможно, часовня или хозяйственная постройка. В начале XIX века в северо-западном углу организована церковь при богадельне, надстроен купол, а в 1806 году - и колокольня со шпилем. В 1808 году в богадельне был госпиталь для раненых солдат, а после пожара Москвы 1812 года туда принимали семьи пострадавших. В 1826 году западный и северный корпуса реконструированы О. И. Бове. Часть здания занимало сиротское училище, в котором учился, в том числе, историк И. Е. Забелин.
После Октябрьской революции богадельня стала инвалидным домом имени Радищева. Церковь была уничтожена в 1923 году, купол и колокольня снесены. В 1920-х гг. (по другим данным, в 1930-х гг.) в зданиях разместился студенческий городок, каре зданий было надстроено двумя этажами. В 1941 году северо-восточная часть каре была разрушена после попадания бомбы. После Великой Отечественной войны она не была восстановлена, так как на её месте была спрямлена и расширена проезжая часть улицы. Во второй половине XX века в бывшей богадельне находился Всесоюзный заочный машиностроительный институт. После реорганизаций вузов здание принадлежат Российскому технологическому университету (МИРЭА).

## Архитектура
От первоначального оформления сохранились центральные ворота с западного фасада, первоначально бывшего парадным, обрамлённые парными пилястрами. В интерьерах частично сохранилась отделка XIX века. Строение в центре двора имеет сложную планировку, напоминающую парковые павильоны, в которой чередуются круглые и прямоугольные объёмы.
Здание в центре двора, похожее на парковые павильоны - это, согласно планам Екатерининских богаделен, подписанных московским губернским архитектором Селеховым, "погреба для инвалидов богаделенных и чиновников, при оных находящихся", то есть холодильные камеры. См. РГВИА. Ф.1. Оп.1 Д.1397. Л.85-86.